# 개혁적 사회주의
개혁적 사회주의(영어: Reformist Socialism) 또는 개혁주의(영어: Reformism)는 원래 사회주의 사상 중 하나로, 혁명적 사회주의를 배격하고 자본주의 체제를 유지한 상태에서 가능주의를 통하여 점차적으로 사회 개량을 추구해 이상적인 사회를 구현하고자 하는 사상이다. 이런 개혁주의 이론 발정 과정의 시초는 페르디난트 라살에 의해 최초로 행해졌으며, 개혁주의란 용어는 카를 카우츠키가 정립했다. 후에 에두아르트 베른슈타인이 수정주의적 마르크스주의를 정립하여 1920년대 이후의 사회민주주의나 민주사회주의가 개혁주의의 주된 사상이 되었다. 
개혁주의 사회주의는 마르크스주의자들에 의해 "어느 정도 사회개혁을 진행시켜도 체제의 내부 개혁에 지나지 않으며, 자본주의적 구체제의 지속화에 도움을 준다."는 비판을 받기도 한다.

## 기원
개혁주의를 처음 제창한 이론가는 제2인터내셔널의 카를 카우츠키와 에두아르트 베른슈타인이다. 이들은 기존의 혁명적 사회주의의 한계를 주장하면서, 혁명이 아닌 개혁적 방법을 주장하였다. 하지만 제1차 세계 대전에서 개혁주의를 제창한 정당들이 애초 제2인터내셔널의 구호였던 국제주의 대신, 자국의 애국주의를 주장하면서 자국의 승리를 위해 참전했다. 개혁주의를 지지하지 않은 혁명적 사회주의자들도 애초에는 개혁주의자들과 같이 사회민주주의라는 명칭으로 자신들을 표현했다. 하지만 이후 혁명적 사회주의자들은 자신들의 이념을 공산주의로 제창하면서, 사회민주주의와 개혁주의라는 단어에 부정적인 의미를 함축시켰다.
현재 개혁주의라는 단어는 꼭 사회주의를 추구하지 않더라도 사회의 전반적인 개혁에 지지를 보내는 이념을 뜻하고 있다. 

## 대한민국에서의 개혁주의
대한민국에서 사회개혁을 지지하는 정당이나 인사들은 스스로를 '개혁주의'라고 표현한다. 한편, 개량주의라는 단어는 위와 유사한 부정적인 맥락의 의미를 포함하고 있다. 특히 혁명적 사회주의자들이 혁명적 노선을 포기한 사회민주주의, 민주사회주의, 유럽공산주의 계열 단체를 비판할 때 '개량주의'라는 표현을 자주 사용한다.
대한민국의 정당 중에서는 정의당이 여기에 가깝다고 볼 수 있으나 정의당의 추구 지점은 베른슈타인식 초기 사회민주주의라 볼 수는 없다. 베른슈타인은 점진적인 방법을 통해서라도 종국에 가선 사회주의 체제를 건설할 것을 목표로 했다. 그러나 시간이 흐름에 따라 주류 사회민주주의는 점진적인 사회주의 건설이 아닌 복지 자본주의를 주창하는 정도로 우경화되었다. 정의당의 김종철 대표가 내세우는 연금 개혁안이나 노동유연화를 담보한 복지정책은 복지 자본주의라 보기도 어려울 정도로 더 우파적 색채를 띈다는 비판도 존재한다.

## 분파
개혁적 사회주의와 관련된 분파 사상은 다음과 같다.
- 수정주의적 마르크스주의
  - 사회민주주의
  - 민주사회주의
  - 카우츠키주의
- 진화 사회주의
- 교양사회주의
  - 자유사회주의
- 국가사회주의

## 관련 단체와 반대 사상
- 개혁적 사회주의 단체 - 페이비언 협회(Fabian Society)
- 개혁적 사회주의와 반대되는 사상 - 혁명적 사회주의, 공산주의, 마르크스주의

## 같이 보기
- 카를 카우츠키
- 에두아르트 베른슈타인
- 중앙파 마르크스주의